# Henri Gillet

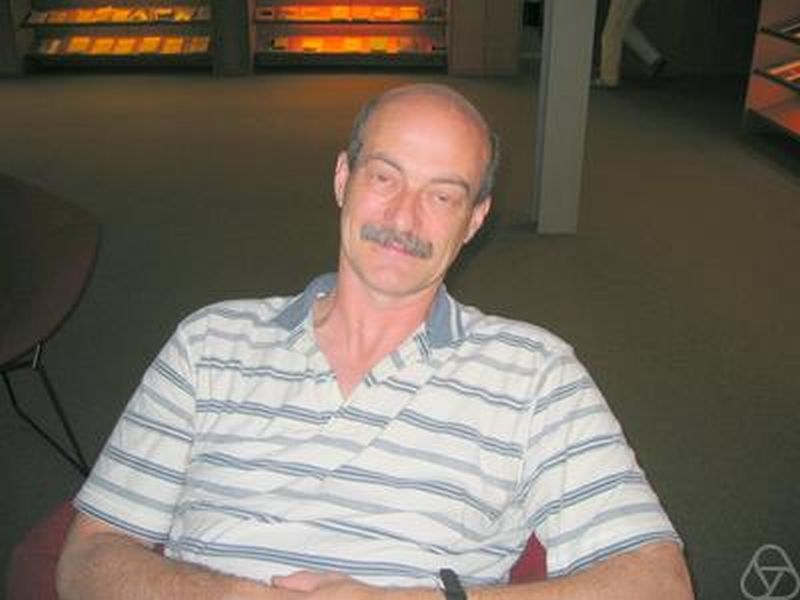
Henri Gillet (2006)

Henri Antoine Gillet (* 8. Juli 1953 in Tanger) ist ein in Chicago lehrender Mathematiker, der sich insbesondere mit arithmetischer und algebraischer Geometrie beschäftigt.

## Leben
Gillet studierte am King’s College in London (Bachelor 1974) und wurde 1978 bei David Mumford an der Harvard University promoviert (Applications of Algebraic K-Theory to Intersection Theory). Als Post-Doktorand war er Instructor und ab 1981 Assistant Professor an der Princeton University. Ab 1984 war er Assistant Professor, ab 1986 Associate Professor und ab 1988 Professor an der University of Illinois at Chicago, wo er 1996 bis 2001 der Fakultät für Mathematik und Informatik vorstand. Er war unter anderem Gastwissenschaftler am Tata Institute of Fundamental Research (2006), am Institute for Advanced Study (1987), am IHES (1985, 1986, 1988), in Barcelona, am Fields Institute in Toronto und am Isaac Newton Institute (1998). Von 1986 bis 1989 war er Forschungsstipendiat der Alfred P. Sloan Foundation (Sloan Research Fellow).
Gillet befasste sich mit Differentialgeometrie, algebraischer und arithmetischer Geometrie, insbesondere mit Arakelov-Theorie und algebraischer K-Theorie. Dabei arbeitete er unter anderem mit Christophe Soulé und Jean-Michel Bismut zusammen. Mit Soulé bewies er 1992 ein arithmetisches Riemann-Roch-Theorem.
Gillet war 2008 Senior Fellow am Clay Mathematics Institute. Er war Invited Speaker auf dem Internationalen Mathematikerkongress in Kyōto 1990 (A Riemann-Roch theorem in arithmetic geometry). 1994 bis 1999 war er Herausgeber des American Journal of Mathematics, 1995 bis 1998 der International Mathematics Research Notices und 2003 bis 2007 des Illinois Journal of Mathematics.

## Schriften
- K-theory and intersection theory in Eric Friedlander, Daniel Grayson (Herausgeber): Handbook of K-theory, Springer 2005
- mit Jean-Michel Bismut, Christopher Soulé: Analytic torsion and holomorphic determinant bundles 1-3, Comm.Math.Phys., Band 115, 1988, S. 49, 79, 301
- mit Soulé: Arithmetic intersection theory, Pub. Math. IHES, Band 72, 1990, S. 94–174
- mit Soulé: The arithmetic Riemann-Roch Theorem, Inventiones Mathematicae, Band 110, 1992, S. 473–543
- mit Bismut, Soulé: Complex immersions and Arakelov Geometry, in Pierre Cartier u. a. (Herausgeber): Grothendieck Festschrift, Band 1, 1990, Birkhäuser, S. 249